# Sesheke
Sesheke – miasto w Zambii, w Prowincji Zachodniej. Według danych szacunkowych na rok 2010 liczy 33 447 mieszkańców. W mieście znajduje się port lotniczy Sesheke.